# جيمس شارب (سياسي كندي)
جيمس شارب هو سياسي كندي، ولد في 1846 في هنتينغدونشير في المملكة المتحدة، وتوفي في 30 أكتوبر 1935 في كندا. حزبياً، نشط في الحزب الليبرالي في أونتاريو ‏. وقد انتخب عضو برلمان مقاطعة أونتاريو.